# Narcine bancroftii
La raya eléctrica (Narcine bancroftii) es una especie de narcínido de la familia Narcinidae, puede generar de 14 a 37 voltios de electricidad.

## Características
La estructura anatómica consta de un disco pectoral circular, con una cola robusta que presenta dos pequeñas aletas dorsales y una aleta triangular caudal. Sus colores varían del marrón oscuro a rojizo, con anillos irregulares en la parte superior, y pálidos debajo. Estos habitantes de la costa prefieren esconderse en arena y barro o pasto marino durante el día, y forjar a los crustáceos, gusanos marinos y otras pequeñas presas por la noche. Tienen la capacidad de generar una fuerte descarga eléctrica que se utiliza para aturdir a sus presas y defenderse de los depredadores gracias a dos órganos eléctricos alargados visibles desde la parte delantera de los ojos hasta la parte trasera del disco. 

## Amenazas
Está en peligro crítico, debido en gran parte a la pesca accidental en redes de arrastre.

## Relación con los humanos
No son comercialmente importantes para los seres humanos como fuente de alimento, aunque sí pueden encontrarse en acuarios. Se debe tener cuidado para no molestar a estos animales y evitar descargas eléctricas indeseadas.

## Nombres
El nombre común es ""raya eléctrica"" pero también es conocida como el ""temblador"" o "" cuchillo eléctrico""

## Distribución geográfica

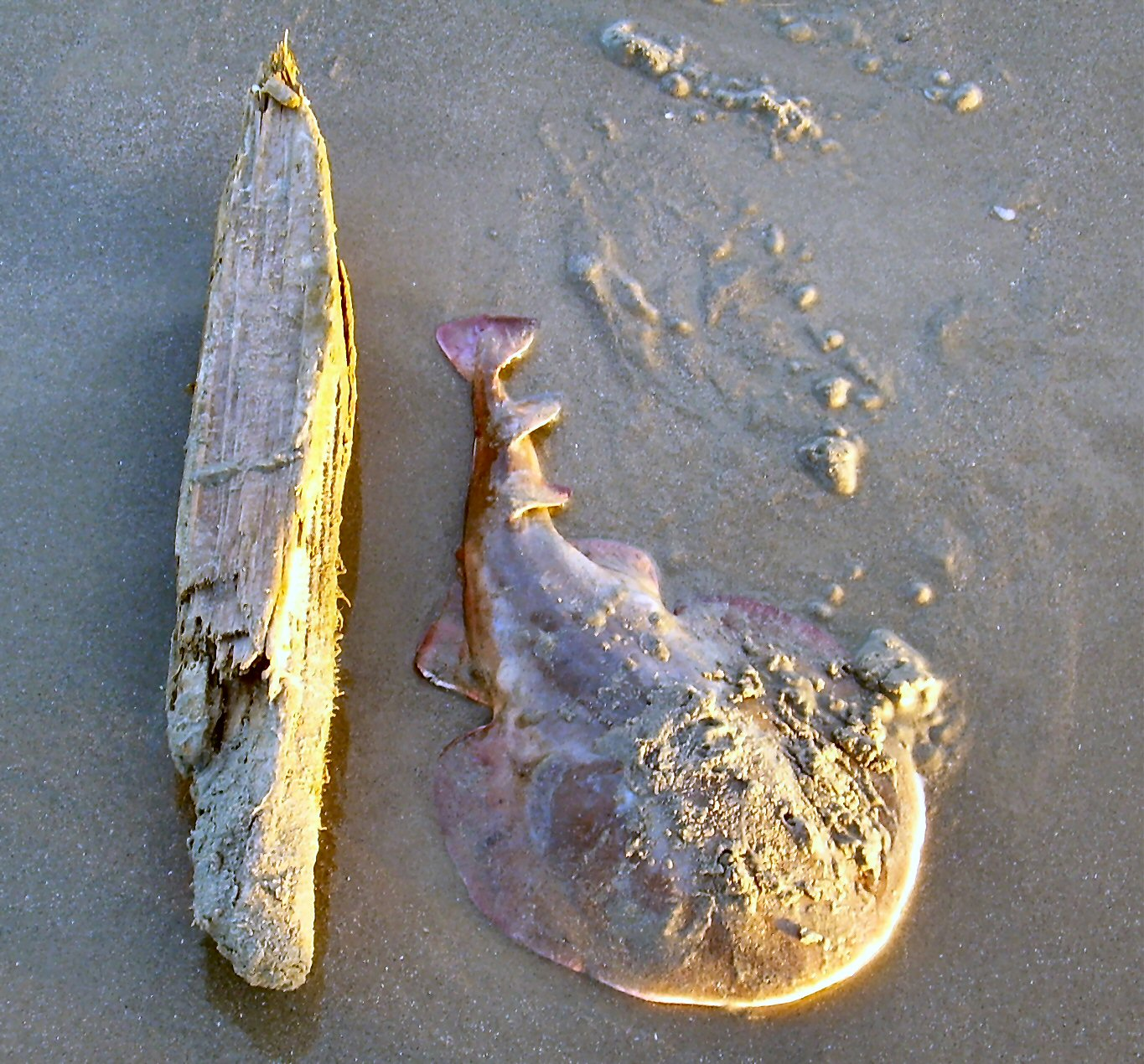
Lesser raya eléctrica (Narine bancrofti) varado desde el Golfo de México.

Habita en Brasil, Guayana francesa, Guyana, Surinam, Estados Unidos (Florida, Misisipi, Carolina del Norte), Venezuela(en toda su extensión costera e islas) y en el Océano Atlántico.

## Hábitat
Habita en aguas de hasta una profundidad de 35 m. Es de hábitos marinos aunque son capaces de habitar aguas salobres y salinas.